# بول غوردون (كرة سلة)
بول غوردون (بالإنجليزية: Paul Gordon) مواليد 08 أبريل 1927 - الوفاة 2 نوفمبر 2002، كان لاعب كرة سلة أمريكي. بدأ مسيرته الاحترافية في سنة 1949. تم اختياره من قبل فريق بالتيمور باليتس خلال الدرافت. حمل الرقم 6. بلغ طوله 6 قدم 3 بوصة (1.9 م). اعتزل اللعب في 1950.

## روابط خارجية
- بول غوردون على موقع إن بي أي (الإنجليزية)
- بول غوردون على موقع سبورتس رفرنس (الإنجليزية)
- بول غوردون على موقع كلية كرة السلة في سبورتس رفرنس.كوم (الإنجليزية)
- بول غوردون على موقع ريلجم (الإنجليزية)
- بول غوردون على موقع بروبوليرز (الإنجليزية)